# Verordnung (EU) Nr. 995/2010 (Holzhandelsverordnung)
Die Verordnung (EU) Nr. 995/2010 des Europäischen Parlaments und des Rates vom 20. Oktober 2010 über die Verpflichtungen von Marktteilnehmern, die Holz und Holzerzeugnisse in Verkehr bringen (umgangssprachlich Holzhandelsverordnung oder EUTR – Abkürzung von englisch European Timber Regulation – genannt) ist eine Verordnung der Europäischen Union vom 20. Oktober 2010, die den Handel mit Holz und Holzerzeugnissen aus illegalem Einschlag in der EU unterbinden soll.
Danach ist es verboten, Holz und Holzerzeugnisse aus illegalem Einschlag auf dem Binnenmarkt in Verkehr zu bringen. Außerdem enthält die Verordnung die Pflichten der Marktteilnehmer. Die Verordnung trat am 3. März 2013 in allen EU-Mitgliedstaaten in Kraft.

## Hintergrund
Der illegale Holzeinschlag – d. h. die Gewinnung von Holz, die gegen Gesetze bzw. Vorschriften im jeweiligen Herkunftsland verstößt – hat schwerwiegende wirtschaftliche, ökologische und soziale Folgen für einige der wertvollsten globalen Waldbestände und die Gemeinschaften, die davon abhängen. Darüber hinaus führt illegaler Holzeinschlag zu Ertragsverlusten und untergräbt die Bemühungen redlicher Anbieter. Weitere Folgen sind Entwaldung, Verlust an biologischer Vielfalt, die Emission von Treibhausgasen sowie Konflikte um Landrechte und Ressourcen und die Entmachtung lokaler Bevölkerungsgruppen.
Die EU ist ein bedeutender Exportmarkt für Länder, in denen die Illegalität und die nachlässige Verwaltung des Forstsektors besonders ausgeprägt sind. Wenn Holz und Holzerzeugnisse auf den EU-Binnenmarkt gelangen, die möglicherweise aus illegalen Quellen stammen, unterstützen die EU-Länder praktisch den illegalen Holzeinschlag.
Um diesem Missstand entgegenzuwirken, verabschiedete die EU 2003 den FLEGT (Rechtsdurchsetzung, Politikgestaltung und Handel im Forstsektor) Aktionsplan, in dessen Rahmen eine Reihe von Maßnahmen festgelegt sind, um ohne Genehmigung geschlagenes Holz von den Märkten fernzuhalten, das Angebot von legal geschlagenem Holz zu verbessern und die Nachfrage nach Holzerzeugnissen aus verantwortungsbewusster Bewirtschaftung zu erhöhen. Die EUTR und die Partnerschaftsabkommen (Handelsabkommen mit holzexportierenden Ländern, die dazu beitragen, ohne Genehmigung geschlagenes Holz vom europäischen Binnenmarkt fernzuhalten) sind die beiden Kernkomponenten des Aktionsplans.

## Überblick
Um gesetzlosen Holzeinschlag weltweit zu bekämpfen, verbietet die EUTR, Holz und Holzerzeugnisse ohne Herkunftsnachweis auf dem EU-Binnenmarkt in Verkehr zu bringen. Beim Handel mit Holz und Holzerzeugnissen unterscheidet die Verordnung zwischen zwei Kategorien: Marktteilnehmer und Händler. Beide unterliegen unterschiedlichen Verpflichtungen.  So gilt für die Marktteilnehmer – laut Verordnung diejenigen, die Holz bzw. Holzerzeugnisse erstmals auf dem EU-Binnenmarkt in Verkehr bringen – die Sorgfaltspflichtregelung. Indes müssen die Händler – die Holz bzw. Holzerzeugnisse verkaufen, die bereits in Verkehr gebracht wurden – Informationen über ihre Lieferanten und Kunden aufbewahren, damit die Rückverfolgbarkeit des Holzes gewährleistet ist.

## Sorgfaltspflicht
Um den Handel mit ungesetzlich geschlagenem Holz bzw. Erzeugnissen daraus zu kontrollieren, müssen die Marktteilnehmer alle gebotene Sorgfalt walten lassen, wenn sie Holz oder Holzerzeugnisse auf dem EU-Markt in Verkehr bringen.
Entsprechend haben sie ein Risikomanagementsystem mit drei Elementen aufzubauen:
- Zugang zu Informationen: Der Marktteilnehmer muss Zugang zu Informationen über Holz und Holzerzeugnisse, das Land des Holzeinschlags (und ggf. die nationale Region des Holzeinschlags und die Konzession), Baumarten, Mengen, Einzelheiten zu den Lieferanten sowie über die Einhaltung der einzelstaatlichen Rechtsvorschriften besitzen.
- Risikobewertung: Der Marktteilnehmer hat das Risiko, dass Holz unklarer Herkunft in seine Lieferkette gerät, anhand der oben genannten Informationen und unter Berücksichtigung der EUTR-Kriterien zu bewerten.
- Risikominderungsverfahren: Sofern sich bei der Bewertung ergibt, dass das Risiko, dass sich solches Holz in der Lieferkette befindet, nicht unerheblich ist, lässt sich dieses Risiko durch weitere Maßnahmen, wie Forderung zusätzlicher Informationen und Nachprüfungen von Lieferanten, weiter verringern.

Marktteilnehmer können ihre eigene Sorgfaltspflichtregelung entwickeln oder auf ein System zurückgreifen, das von einer Überwachungsorganisation ausgearbeitet wurde.

## Betroffene Erzeugnisse
Die Rechtsvorschrift gilt für Holz und Holzerzeugnisse, die in der EU hergestellt oder aus Drittländern eingeführt werden. Unter die Verordnung fallen u. a. Massivholzprodukte, Bodenbeläge, Sperrholz, Zellstoff und Papier usw. Ausgenommen sind wiederverwertete Erzeugnisse und bedrucktes Papier wie Bücher, Zeitschriften und Zeitungen. Holz und Holzerzeugnisse, die mit einer gültigen FLEGT-Lizenz bzw. CITES-Genehmigung versehen sind, gelten für die Zwecke der EUTR als legal geschlagen.
Eine umfassende Auflistung der von der Rechtsvorschrift betroffenen Produkte enthält der Anhang der EUTR. Personen, die Holz bzw. Holzerzeugnisse für ihre eigene persönliche Verwendung kaufen oder verkaufen, sind von der EUTR nicht betroffen.

## Geltungsbereich
Die EU-Holzhandelsverordnung  ist in allen EU-Mitgliedstaaten verbindlich. Der Gesetzgeber in jedem Land legt wirksame, verhältnismäßige und abschreckende Sanktionen fest, um die Einhaltung zu gewährleisten. Darüber hinaus gibt es in jedem Land eine zuständige Behörde, die die Umsetzung der Verordnung koordiniert.

## Abgeleitete Rechtsvorschriften
Am 23. Februar 2012 verabschiedete die Europäische Kommission die Delegierte Verordnung (EU) Nr. 363/2012 der Kommission, um Verfahrensvorschriften für die Anerkennung und den Entzug der Anerkennung von Überwachungsorganisationen festzulegen. Des Weiteren verabschiedete die Europäische Kommission am 6. Juli 2012 die Durchführungsverordnung (EU) Nr. 607/2012 der Kommission, die die einheitliche Anwendung der Verordnung in der EU sicherstellen soll. Die Verordnung enthält Einzelheiten zur Risikobewertung und den Risikominderungsmaßnahmen im Rahmen der Sorgfaltspflichtregelung. Ebenso ist festgeschrieben, mit welcher Häufigkeit und auf welche Weise die zuständigen Behörden der Mitgliedstaaten die Überwachungsorganisationen kontrollieren.